# Calymperes moluccense
Calymperes moluccense là một loài rêu trong họ Calymperaceae. Loài này được Schwägr. mô tả khoa học đầu tiên năm 1824.